# Roaming Shores
Roaming Shores è un villaggio degli Stati Uniti d'America, situato nello stato dell'Ohio, nella contea di Ashtabula.